# GTK-Qt
GTK-Qt（ジーティーケーキュート）はGTKでQtウィジェットスタイルが使えるようにするプラグインあるいは同名の開発プロジェクトである。

## 概要
プラグインは通常のGTKテーマエンジンのように振る舞うが、それ自体で描画を行なわずにQtの関数を呼び出している。これを使えばKDE上でFirefoxなどのGTKアプリケーションを使っているときでも、デスクトップのルック・アンド・フィールに統一感をもたせることができる。
設定はKDE コントロールセンターの「GTK Styles and Fonts」から行なえる。使用するKDEスタイルの他に、GTKアプリケーションで使うフォントやキーボードショートカットも設定できる。